# Махфуз, Мухаммед
Мухаммед Махруз (англ. Muhammad Mahfuz), родился 25 октября 1944 года в посёлке Махфузабад возле города Равалпинди, Пакистан. Погиб во время третьей индо-пакистанской войны. Посмертно награждён высшей военной наградой Пакистана — Нишан-я-Хайдер.

## Биография
Во время индо-пакистанской войны 1971 года, Мухаммад Махфуз служил в 15-м Пенджабском полку, в секторе Вагах-Аттари. Он был назначен командиром взвода, которому была поставлена задача выбить индийские войска из деревни Пхул-Канджри. Во время атаки на позиции индийцев, Махфуза зацепило попадание вражеского снаряда, в результате чего он получил серьёзные ранения и лишился своего пулемёта. Он был ранен в обе ноги осколками снаряда, но смог добрался до бункера противника и набросился на сидевших внутри индийских солдат. Несмотря на то, что он был на тот момент уже без оружия — Махфуз продолжал сражаться: он схватил одного из индийцев руками и стал душить его. В этот момент другой индийский солдат проткнул Мухаммеда Махфуза штык-ножом.